# Copiad
Copiad est un cheval de courses suédois né le 2 juillet 1989 et mort le 19 octobre 2012 en Suède, spécialisé dans les courses de trot attelé. 

## Carrière
Né des œuvres de l'étalon américain Texas, Copiad fit ses débuts à 3 ans, âge auquel il remporta cinq de ses huit sorties, avant de se révéler pleinement l'année suivante, en s'imposant dans le Grand Prix UNIRE en Italie et la Breeders' Crown. À 5 ans, il s'affirme comme l'un des tout meilleurs chevaux du monde et aligne les victoires : le Finlandia Ajo, le Grand Prix d'Oslo, puis l'épreuve suprême, l'Elitloppet, où dans la finale il pousse à la faute le champion américain Pine Chip, alors détenteur du record du monde de trot et s'impose devant le Français Abo Volo. Au cours de sa carrière, il s'adjugea l'édition 1994 Grand Circuit européen et remportera de très nombreuses courses dans toute l'Europe (sauf en France, où il ne courra jamais), conservant notamment son titre dans l'Elitloppet 1995. Il met un terme à sa carrière à l'été de ses 7 ans pour devenir un étalon au succès limité.

## Palmarès
Suède
- Elitloppet (1994, 1995)
- Olympiatravet (1995, 1996)
- Breeders' Crown des 4 ans (1993)
- Sprintermästaren (1993)
- 2e Åby Stora Pris (1994, 1995)

 Norvège
- Grand Prix d'Oslo (1994, 1995)
- Forus Open (1995)

 Finlande
- Finlandia Ajo (1994)

 Allemagne
- Preis der Besten (1995)
- 2e Elite-Rennen (1995)
- 3e Grosser Preis von Bild (1995)

 Italie
- Grand Prix UNIRE (1993)
- 2e Championnat Européen (1994)
- 2e Grand Prix des Nations (1995)

 Danemark
- 3e Copenhague Cup (1994)

 Europe
- Grand Circuit européen (1994)

## Origines
| Origines de Copiad | Origines de Copiad | Origines de Copiad | Origines de Copiad |
| ------------------ | ------------------ | ------------------ | ------------------ |
| Père Texas         | Super Bowl         | Star's Pride       | Worthy Boy         |
| Père Texas         | Super Bowl         | Star's Pride       | Star Drift         |
| Père Texas         | Super Bowl         | Pillow Talk        | Rodney             |
| Père Texas         | Super Bowl         | Pillow Talk        | Bewitch            |
| Père Texas         | Elma               | Hickory Smoke      | Titan Hanover      |
| Père Texas         | Elma               | Hickory Smoke      | Misty Hanover      |
| Père Texas         | Elma               | Cassin Hanover     | Hoot Mon           |
| Père Texas         | Elma               | Cassin Hanover     | Goddess Hanover    |
| Mère Bibbi Girl    | Big Lama           | Jamie              | Darnley            |
| Mère Bibbi Girl    | Big Lama           | Jamie              | Molly Spencer      |
| Mère Bibbi Girl    | Big Lama           | Lama               | Quiroga II         |
| Mère Bibbi Girl    | Big Lama           | Lama               | Dragonne III       |
| Mère Bibbi Girl    | Marion             | Mars II            | Feu Follet X       |
| Mère Bibbi Girl    | Marion             | Mars II            | Victorieuse III    |
| Mère Bibbi Girl    | Marion             | Kate Day           | Scotchman          |
| Mère Bibbi Girl    | Marion             | Kate Day           | Lady Day           |